# 管轄
管轄（かんかつ）とは、広義には、国または地方公共団体の機関が、その取扱う事務につき地域的、内容的、人的に限界付けられている範囲をいう。行政法における「権限」と同義。狭義には、各裁判所間の裁判権の分担。なお、管轄の範囲内を「管内」（かんない）という。

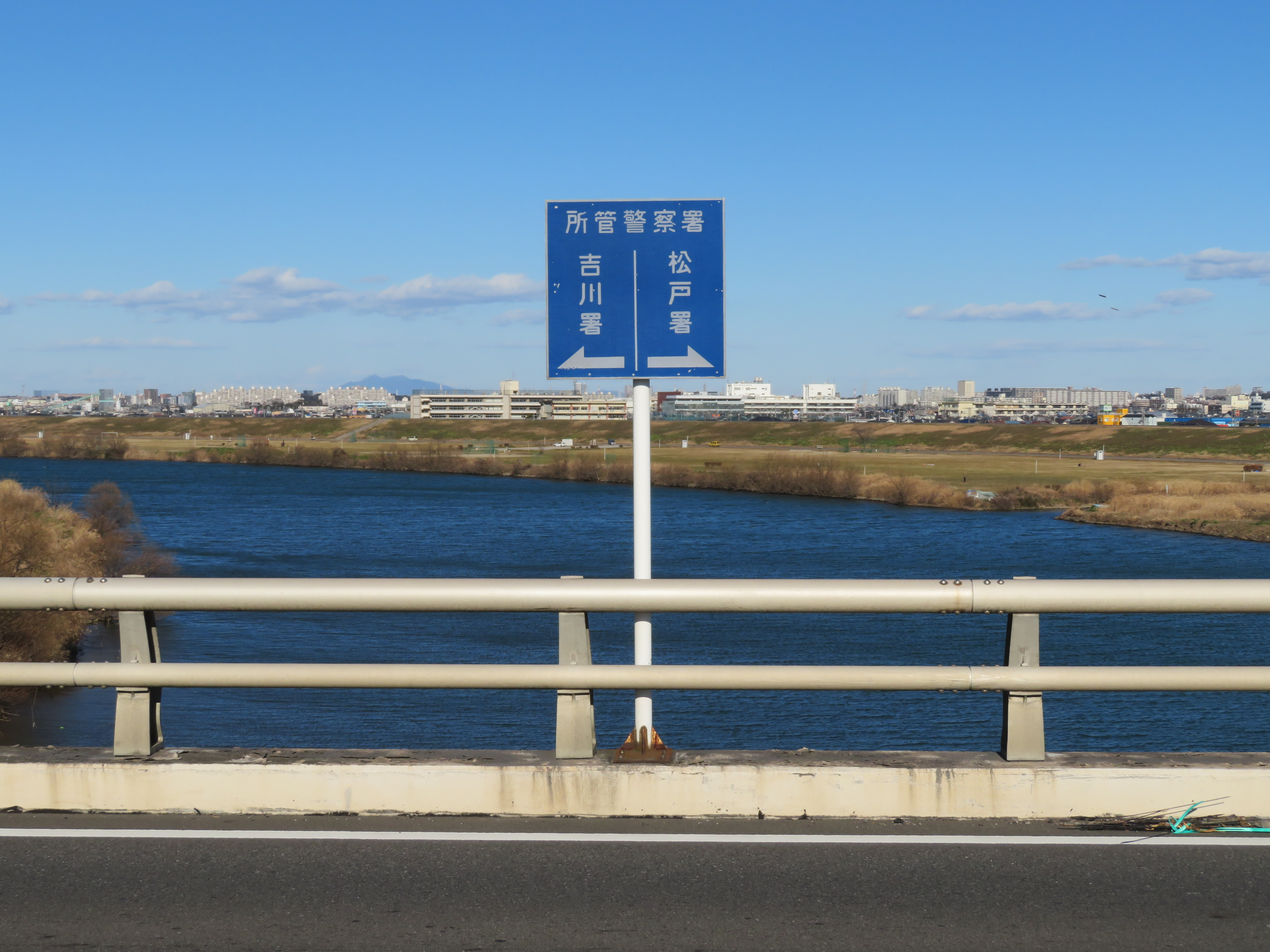
警察署管轄境界の例（表示板右側が千葉県警察松戸警察署の管内、左側が埼玉県警察吉川警察署の管内）

## 管轄
- 管轄権
- 管轄の合意
- 管轄の指定
- 裁判管轄
- 管轄違い

## 訴訟法

### 行政事件訴訟法
- 取消訴訟の排他的管轄
- 第12条（管轄）

取消訴訟は、被告の普通裁判籍の所在地を管轄する裁判所又は処分若しくは裁決をした行政庁の所在地を管轄する裁判所の管轄に属する（1項）。
- 特定管轄裁判所
原告の普通裁判籍の所在地を管轄する高等裁判所の所在地を管轄する地方裁判所のこと。
国又は独立行政法人等を被告とする取消訴訟を、提起することができる。